# Vên
Vên is de eerste ep van de Zwitserse folkmetal band Eluveitie. De ep is door Eluveitie zelf gefinancierd en voor het eerst, onder eigen beheer, uitgegeven op 18 oktober 2003. Bijna een jaar later in augustus 2004 is het album, met enkele heropnames, nogmaals uitgegeven maar ditmaal onder contract bij Fear Dark Records. In 2008, werd het album een 3de keer heruitgebracht, ditmaal door Twilight Records.
Op 17 augustus 2012 werd het verzamelalbum The Early Years uitgebracht om het 10-jarig bestaan van de band te vieren en bevat volledige heropnames van de ep alsook hun debuut lp Spirit.

## Nummers
1. "D'vêritû Agâge D'bitu" – 2:29
2. "Uis Elveti" – 4:12
3. "Ôrô" – 2:50
4. "Lament" – 3:34
5. "Druid" – 6:18
6. "Jêzaïg" – 4:45